# Едмонд Демирджиян (награда)
Наградата за живопис за обещаващо развитие и посветеност на изкуството „Едмонд Демирджиян“ е награда, учредена от Фондация „Едмонд Демирджиян“ през 2010 година.
Наградата се състои от предоставяне на възможност на младия художник да покаже свои творби в престижна галерия в колективна изложба с големия художник Едмонд Демирджиян, грамота и парична сума от 1000 лева.
Начело на журито е Мария Василева, председател на Фондация „Едмонд Демирджиян“.

## Носители на наградата
- 2010 – Минко Йовчев (р. 1987) [1][3]
- 2011 – Калия Калъчева (р. 1986) [4]
- 2012 – Велислава Гечева (р. 1986) [5][6]
- 2013 – Любен Петров (р. 1984) [7]
- 2014 – Радоил Серафимов (р. 1988) [8][9][10]
- 2015 – Анжела Терзиева (р. 1987) и Елеонора Терзиева (р. 1989) [11][12]
- 2016 – Радослав Нинов (р. 1992) [13]
- 2017 – Трендафила Трендафилова (р. 1989) [14]